# To tha X-Treme
Albums de Devin the Dude
Just Tryin' ta Live
(2002) Waitin' to Inhale
(2007)
To tha X-Treme est le troisième album studio de Devin the Dude, sorti le 13 juillet 2004.
L'album s'est classé 6e au Top R&B/Hip-Hop Albums et 55e au Billboard 200.

## Liste des titres
| No  | Titre                             | Contient un (des) sample(s) de         | Durée |
| --- | --------------------------------- | -------------------------------------- | ----- |
| 1.  | Devin's Medley                    |                                        | 0:57  |
| 2.  | To tha X-Treme                    |                                        | 6:17  |
| 3.  | Cooter Brown                      | Now That It's All Over de Willie Hutch | 4:28  |
| 4.  | What?                             |                                        | 3:24  |
| 5.  | Freak                             | Project Ho de MC Shan                  | 3:38  |
| 6.  | Right Now                         | Shower the People de James Taylor      | 5:34  |
| 7.  | Too Cute (featuring Erica Marion) |                                        | 5:08  |
| 8.  | Don't Go                          |                                        | 4:07  |
| 9.  | Come on & Come                    |                                        | 4:35  |
| 10. | Go Fight Some Other Crime         |                                        | 5:18  |
| 11. | Briarpatch                        |                                        | 5:47  |
| 12. | She Was Gone                      |                                        | 4:50  |
| 13. | Anythang                          | Hollywood de Rick James                | 5:41  |
| 14. | Tha Funk (featuring 8Ball)        |                                        | 5:05  |
| 15. | Motha                             |                                        | 4:55  |
| 16. | Party (featuring KB et Man Child) | I'm Ready de Kano                      | 3:48  |
| 17. | Unity                             |                                        | 4:20  |